# Рожков, Александр Евгеньевич
Алекса́ндр Евге́ньевич Рожко́в (1916—1972) — советский лётчик, участник Великой Отечественной войны, Герой Советского Союза (1945). Полковник (18.02.1960).
В годы Великой Отечественной войны — заместитель командира эскадрильи 30-го отдельного разведывательного авиаполка ВВС Черноморского флота. К сентябрю 1944 года совершил 224 боевых вылета на воздушную разведку и бомбардировку вражеских кораблей и прибрежных объектов, лично потопил 1 транспорт и 2 сторожевых катера, уничтожил 4 самолёта противника.

## Биография
Родился 8 июня 1916 года в Москве в семье служащего. Воспитывался без отца. После окончания семи классов школы и школы фабрично-заводского ученичества работал слесарем-инструментальщиком.
В августе 1935 года призван на службу в Рабоче-Крестьянский Красный флот. По специальному набору поступил в Военную школу морских лётчиков и летнабов имени Сталина в городе Ейске, которая на момент окончания её Рожковым в ноябре 1938 года именовалась уже Военно-морским авиационным училищем им. Сталина. В ноябре 1938 года был направлен в ВВС Черноморского флота. С марта 1939 года служил младшим лётчиком в 119-м авиационном полку, с сентября 1940 — младшим лётчиком и пилотом в  82-й отдельной авиаэскадрилье флота.
С начала Великой Отечественной войны участвовал в боях. Летал на летающей лодке МБР-2. Участвовал в обороне Одессы и в обороне Севастополя. В феврале 1942 года переведён пилотом в 116-й авиационный полк ВВС ЧФ, в июне 1943 — в 30-й отдельный морской разведывательный авиационный полк ВВС ВМФ. В феврале 1944 года назначен командиром звена в этом полку, а в июле того же года — заместителем командира эскадрильи.
Участвовал в битве за Кавказ, в Крымской наступательной операции и в освобождении всего северо-западного Черноморского побережья – Украины, Румынии и Болгарии. Освоил на фронте самолёт ДБ-3Ф, а затем А-20 «Бостон».
К сентябрю 1944 года капитан Александр Рожков был заместителем командира эскадрильи 30-го отдельного разведывательного авиаполка ВВС Черноморского флота. К тому времени он совершил 224 боевых вылета: 120 на воздушную разведку, остальные на бомбардировку вражеских кораблей и прибрежных объектов, в составе звена потопил 1 транспорт и 2 сторожевых катера, уничтожил на аэродромах 4 самолёта противника.
Указом Президиума Верховного Совета СССР от 6 марта 1945 года за «образцовое выполнение заданий командования на фронте борьбы с немецко-фашистскими захватчиками и проявленные при этом отвагу и геройство» капитану Александру Евгеньевичу Рожкову присвоено звание Героя Советского Союза с вручением ордена Ленина и медали «Золотая Звезда» за номером 5888.
За годы войны выполнил 236 боевых вылетов.
После окончания войны продолжил службу в ВВС Военно-Морского Флота. В 1952 году окончил авиационный факультет Военно-морской академии им. К. Е. Ворошилова. Служил начальником аэрофотослужбы штаба 3-го авиационного полка ВМФ, командиром корабля 82-й отдельной авиаэскадрильи, помощником начальника штаба 30 разведывательного авиаполка, начальником штаба авиационного полка, начальником отдела боевой и оперативной подготовки — заместителем начальника штаба 33-го Центра боевого применения и переучивания лётного состава авиации ВМФ имени Е. Н. Преображенского. В июне 1969 года в звании полковника А. Е. Рожков был уволен в запас.
Проживал в Москве. Умер 16 июня 1972 года, похоронен на Ваганьковском кладбище (участок 6, надгробный памятник отсутствует). По другим сведениям, жена героя эксгумировала прах и захоронила в Санкт-Петербурге.

## Награды
- Герой Советского Союза (6 марта 1945, медаль «Золотая Звезда» № 5888);
- орден Ленина (6 марта 1945);
- три ордена Красного Знамени (13.05.1942, 3.12.1942, 30.12.1956);
- орден Александра Невского (25.05.1944);
- орден Отечественной войны I степени (14.02.1944);
- орден Красной Звезды (15.11.1950);
- Медаль «За боевые заслуги» (5.11.1946);
- медаль «За оборону Одессы»;
- медаль «За оборону Севастополя»;
- медаль «За оборону Кавказа»;
- ряд других медалей СССР[3][5].